# Kamera o Tomeru na!
One Cut of the Dead (カメラを止めるな! Kamera o Tomeru na!?)  es una película de comedia de terror de Zombi 2017 japonesa escrita y dirigida por Shin'ichirō Ueda. Sigue a un equipo de actores y cineastas que tienen la tarea de filmar una película de zombis para la televisión en vivo, y deben hacerlo en una sola toma.
Realizada con un bajo presupuesto de ¥3 millones ($25,000) con un elenco de actores desconocidos, la película se estrenó en Japón en un pequeño cine durante seis días. Tras su éxito internacional en su proyección en el Festival de Cine de Udine, la película comenzó a tener una exposición más amplia, incluido un relanzamiento en Japón. Recaudó US $ 27,935,711 (¥3,12 mil millones) en Japón y $ 30,5 millones en todo el mundo, haciendo historia en la taquilla al ganar más de mil veces su presupuesto. La película también recibió elogios de la crítica, que elogió su originalidad, guion y humor.

## Resumen
En la primera sección de la película, el elenco y el equipo de una película de zombis de bajo presupuesto llamada True Fear están filmando en una planta de filtración de agua abandonada. El director Higurashi, desesperado por el éxito de la película debido a las crecientes deudas y frustrado por el trabajo de los actores, hace arreglos para que se pinte un pentagrama de sangre para activar zombis reales según el pasado embrujado de la planta. El camarógrafo Hosoda se convierte en zombi y muerde al asistente del director Kasahara, convirtiéndolo también a él. La actriz Chinatsu, el actor Ko y la maquilladora Nao bloquean a los zombis fuera de la planta. Higurashi insiste en que continúen filmando con zombis reales. El ingeniero de sonido Yamagoe sale corriendo de la planta y se infecta. Higurashi vuelve a traer a Yamagoe zombificado para obtener más imágenes, arrojándolo a los otros humanos. Nao decapita a Yamagoe zombificado y se salpica con sangre de zombi, posiblemente infectándola.
Chinatsu, Ko y Nao intentan escapar, pero Higurashi facilita un ataque de Kasahara zombificado mientras filma. Chinatsu se enfrenta a los zombis y Ko lo salva. Se reencuentran con Nao, quien sospecha que Chinatsu está infectado. Nao intenta matar a Chinatsu y la persigue, despachando a los zombis en el proceso durante la persecución. Fuera de pantalla, Ko mata a Nao para salvar a Chinatsu. También fuera de la pantalla, un Nao zombificado infecta a Ko. Un zombi no identificado se acerca a Chinatsu y se va. Chinatsu se enfrenta a Ko zombificado en una repetición de la escena al comienzo de la película, después de ser interrumpido brevemente por Nao zombificado, Chinatsu decapita a Ko zombificado. Higurashi reprende a Chinatsu por matar a su 'actor'. Chinatsu mata a Higurashi, y ella termina la primera sección parándose sobre el pentagrama de sangre en un estado de trance.
La segunda sección de la película involucra la vida personal del elenco y el equipo real de la producción Kamera o Tomeru na! mientras se preparan para hacer la toma única. Kamera o Tomeru na! también se revela como un programa en vivo, por lo que no es posible volver a filmar ni retrasar.
La tercera sección de la película muestra el rodaje caótico de Kamera o Tomeru na! desde detrás de escena. Dos actores principales no pudieron filmar, lo que obligó al director Takayuki Higurashi y su esposa Harumi Higurashi a intervenir para desempeñar los papeles de director y la maquilladora. Se revela que durante el rodaje, Takayuki Higurashi sobreactuó en su primera escena al abordar físicamente a su compañero actor, luego Manabu Hosoda (quien interpretó a camarógrafo) se desmayó borracho y luego vomitó, la diarrea de Shunsuke Yamagoe llevó a su personaje a dejar la planta fuera del guion. El camarógrafo principal sufrió una lesión en la espalda y fue reemplazado, Harumi Higurashi se salió del guion y atacó a varios actores y equipos reales durante la escena de Nao persiguiendo a Chinatsu, lo que obligó a Takayuki Higurashi a estrangularla, y luego sacó a la fuerza a Harumi Higurashi revivida de interrumpiendo la escena final entre Chinatsu y Ko. También se revela que el zombi que no atacó a Chinatsu era un miembro del equipo que daba instrucciones, mientras que la grúa de la cámara se rompió en un accidente, lo que llevó al elenco y al equipo reales a formar una pirámide humana para imitar una toma de grúa para el final de la primera sección. La toma de la grúa falsa tiene éxito, y el elenco y el equipo real están eufóricos por el éxito de la filmación.

## Reparto
- Takayuki Hamatsu como Takayuki Higurashi
- Yuzuki Akiyama como Aika Matsumoto / Chinatsu
- Kazuaki Nagaya como Kazuaki Kamiya / Ko / Ken
- Harumi Shuhama como Harumi Higurashi / Nao
- Manabu Hosoi como Manabu Hosoda
- Hiroshi Ichihara como Hiroshi Kasahara
- Shuntaro Yamazaki como Shunsuke Yamagoe
- Shinichiro Osawa como Shinichiro Furusawa
- Yoshiko Takehara (Donguri) como Yoshiko Sasahara
- Sakina Asamori como Saki Matsuura
- Miki Yoshida como Miki Yoshino
- Ayana Goda como Ayana Kurihara
- Mao como Mao Higurashi

## Producción

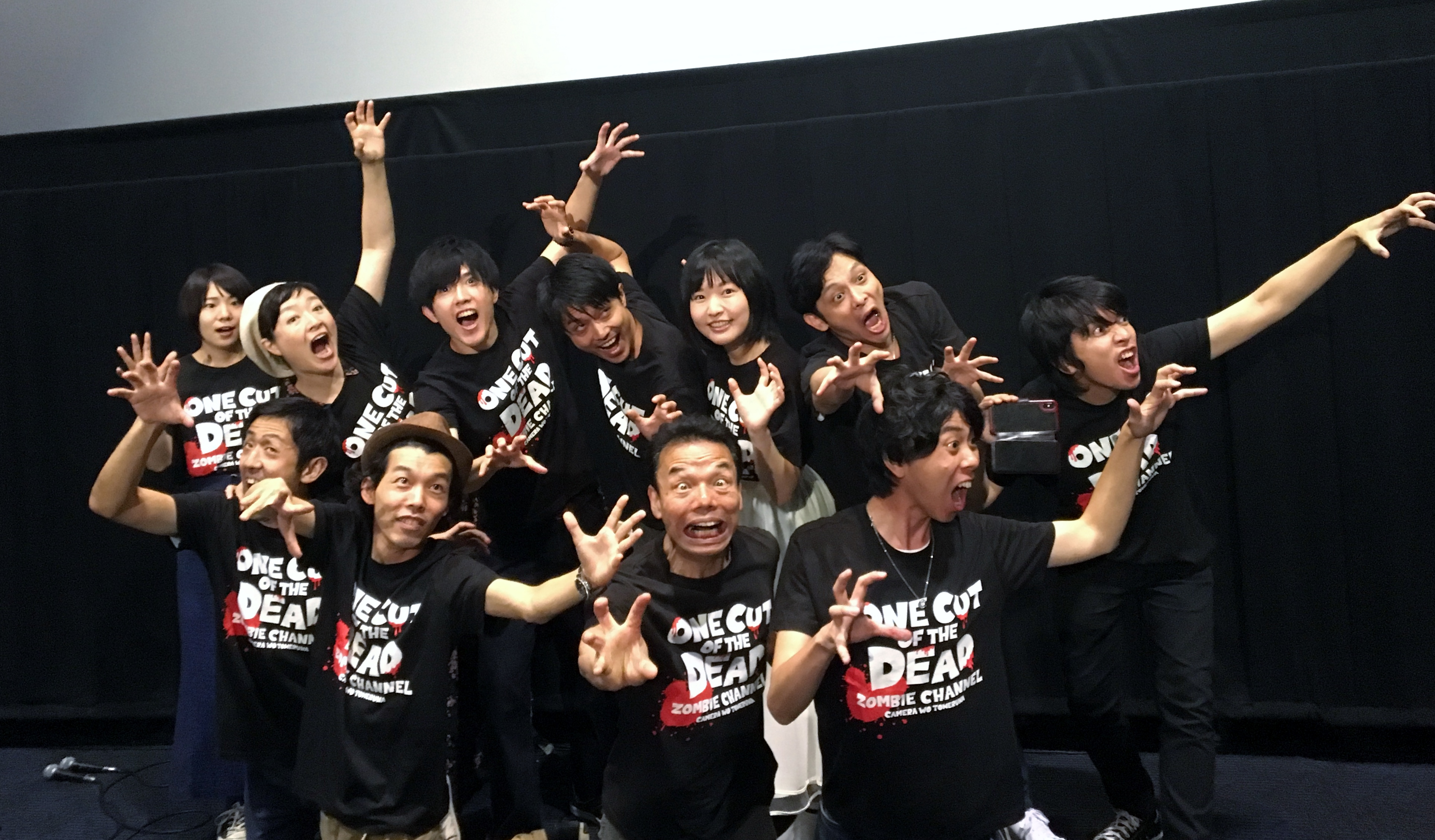
El elenco y director de カメラを止めるな! - Kamera o Tomeru na! en julio de 2018

El cineasta Shin'ichirō Ueda dirigió, editó y escribió el guion de Kamera o Tomeru na!. Ueda, cineasta independiente, había realizado anteriormente varios cortometrajes. Para la película, afirmó que Kamera o Tomeru na! se inspiró parcialmente en la obra de teatro de Ryoichi Wada, Ghost in the Box, que Ueda había visto cinco años antes. Wada, dramaturgo y director de teatro, había presentado Ghost in the Box de 2011 a 2014.
Para hacer su película, Ueda trabajó con la escuela de teatro Enbu Seminar en Tokio. Enbu Seminar no solo produjo la película, sino que también organizó los talleres de actuación que Ueda usó para ayudar a elegir a sus actores, la mayoría de ellos desconocidos. Según la actriz Yuzuki Akiyama, el taller duró dos meses. Anteriormente había trabajado con Ueda en su cortometraje del 2011, Dreaming Novelist.
El rodaje de Kamera o Tomeru na! se llevó a cabo durante ocho días en junio de 2017. Fue filmado en una planta de filtración de agua en Mito, Ibaraki que había sido abandonada. Akiyama describió el proceso de filmación como "muy agradable pero también bastante agotador", debido a la presión de hacer bien una toma larga. La toma larga en particular, una toma continua de 37 minutos de la película de zombis, tomó seis tomas.
Kamera o Tomeru na! se hizo por ¥ 3 millones (aproximadamente $ 25,000 en ese momento) y fue parcialmente financiado por crowdfunding. Después de los ocho días de rodaje, Ueda tardó cuatro meses en editar la película.

## Lanzamiento
El productor y presidente del Seminario Enbu, Koji Ichihashi, dijo que el objetivo inicial para que la película alcanzara el punto de equilibrio era 5000 espectadores. Kamera o Tomeru na! se inauguró en Japón en un teatro de autor de 84 asientos en Tokio con una presentación teatral inicial de seis días. La película comenzó a captar la atención internacional después de quedar en segundo lugar en la votación de la audiencia en el Festival de Cine del Lejano Oriente de Udine. De las películas que se proyectaron en Údine, recibió una ovación de pie y el Premio del Público en el Festival de Cine del Lejano Oriente de Udine en el año 2018.
Después de recibir críticas positivas fuera de Japón, la película se estrenó en tres cines en Tokio en junio con descuentos para una audiencia disfrazada de zombi para ayudar a que la película llamara la atención. Asmik Ace intervino para co-distribuir la película, dándole un lanzamiento más amplio en julio. Se mostraba en alrededor de 200 pantallas en Japón en marzo de 2018, donde había recaudado oficialmente 800 millones de yenes.

## Recepción

### Taquilla
En Japón, la película vendió 2.149.449 entradas y recaudó 3.040.246.069 yenes en 136 días. Se convirtió en la séptima película nacional más taquillera de 2018, recaudando 3120 millones de yenes (28,3 millones de dólares) en la taquilla japonesa. Hizo historia en taquilla al ganar más de mil veces su presupuesto.
En el resto del mundo, la película recaudó NT$53 millones (US$1,72 millones) en Taiwán, HK$7,06 millones (US$900 981) en Hong Kong, $154 123 en Corea del Sur, $52 406 en Estados Unidos y Canadá, y $2903 en Islandia, para un total mundial de $31,178,962.

### Recepción crítica
En Rotten Tomatoes, la película tiene un índice de aprobación del 100 % de "Fresco certificado" basado en 95 reseñas, con una calificación promedio de 8.6/10. El consenso crítico del sitio afirma: "Inteligente y sangriento en igual medida, Kamera o Tomeru na! reanima el género zombi moribundo con una mezcla refrescante de atrevimiento formal y sátira inteligente". En Metacritic obtuvo una puntuación de 86 sobre 100, basada en 14 reseñas, lo que indica "aclamación universal"..
Escribiendo para Variety, Richard Kuipers declaró que la película es una "comedia de terror maravillosamente inventiva insufla nueva vida al género de zombis", y atribuyó su éxito a "su espíritu irresistiblemente animoso brilla positivamente con el infeccioso "¡Vamos todos, hagamos un espectáculo!" entusiasmo que ha servido tan bien a las películas desde los días de Andy Hardy".  Elizabeth Kerr, de The Hollywood Reporter, consideró que la película era "una comedia de zombis hilarante, alegre y, a menudo, que hace reír a carcajadas", y señaló que aunque la película "se hunde en el segundo acto mientras prepara el tercero, no es tanto que pierde todo el vapor que generó fuera de la puerta". David Ehrlich de IndieWire, opinó que la película era "tan sincera e hilarante que es fácil perdonar los artilugios que la mantienen unida y pasar por alto cuán transparentemente Ueda aplica ingeniería inversa a la mayoría de sus mejores gags. Detalles aparentemente sin importancia en el medio lento de la película sección florece en chistes asesinos unos 30 minutos más tarde".

### Acusación de plagio
En agosto de 2018, Ryoichi Wada concedió una entrevista en la que afirmó que Kamera o Tomeru na! era una adaptación de Ghost in the Box y que estaba consultando con sus representantes legales. El mes anterior, Wada había comentado en las redes sociales que disfrutó de la película. Ueda reconoció que Ghost in the Box fue una inspiración para su película, pero negó haber plagiado la obra. Tanto Ueda como Wada finalmente llegaron a un acuerdo, acreditando a Wada y reconociendo a Ghost in the Box en los créditos de Kamera o Tomeru na!.

### Premios y nominaciones
| Premio                                                 | Categoría                     | Nominado(s)                              | Resultado |
| ------------------------------------------------------ | ----------------------------- | ---------------------------------------- | --------- |
| 43.ª edición de los Premios de Cine Hochi              | Mejor Película                | Kamera o Tomeru na!                      | Nominada  |
| 43.ª edición de los Premios de Cine Hochi              | Premio Especial               | Kamera o Tomeru na!                      | Ganadora  |
| 43.ª edición de los Premios de Cine Hochi              | Mejor Director                | Shinichiro Ueda                          | Nominado  |
| 43.ª edición de los Premios de Cine Hochi              | Mejor Nuevo Artista           | Shinichiro Ueda                          | Nominado  |
| 31.ª edición de los Premios de cine deportivo Nikkan   | Mejor Película                | Kamera o Tomeru na!                      | Nominada  |
| 31.ª edición de los Premios de cine deportivo Nikkan   | Premio Yujiro Ishihara        | Kamera o Tomeru na!                      | Ganadora  |
| 31.ª edición de los Premios de cine deportivo Nikkan   | Mejor Director                | Shinichiro Ueda                          | Nominado  |
| 31.ª edición de los Premios de cine deportivo Nikkan   | Mejor Revelación              | Shinichiro Ueda                          | Nominado  |
| 40.ª edición del Festival de Cine de Yokohama          | Premio Especial del Jurado    | Kamera o Tomeru na!                      | Ganadora  |
| 73.ª edición de los Premios de cine de Mainichi        | Mejor Director                | Shinichiro Ueda                          | Ganador   |
| 73.ª edición de los Premios de cine de Mainichi        | Mejor Guion                   | Shinichiro Ueda                          | Nominado  |
| 61.ª edición de los Premios Cinta Azul                 | Mejor Película                | Kamera o Tomeru na!                      | Ganadora  |
| 61.ª edición de los Premios Cinta Azul                 | Mejor Director                | Shinichiro Ueda                          | Nominado  |
| 28.ª edición de los Premios de Cine Deportivo de Tokio | Mejor Película                | Kamera o Tomeru na!                      | Nominada  |
| 28.ª edición de los Premios de Cine Deportivo de Tokio | Mejor Director                | Shinichiro Ueda                          | Ganador   |
| 28.ª edición de los Premios de Cine Deportivo de Tokio | Mejor Actor                   | Takayuki Hamatsu                         | Nominado  |
| 28.ª edición de los Premios de Cine Deportivo de Tokio | Mejor Actriz de Reparto       | Harumi Shuhama                           | Nominada  |
| 28.ª edición de los Premios de Cine Deportivo de Tokio | Mejor Revelación              | Harumi Shuhama                           | Ganadora  |
| 42.ª edición de los Premios de la Academia de Japón    | Mejor Película                | Kamera o Tomeru na!                      | Nominada  |
| 42.ª edición de los Premios de la Academia de Japón    | Mejor Director                | Shinichiro Ueda                          | Nominado  |
| 42.ª edición de los Premios de la Academia de Japón    | Mejor Actor                   | Takayuki Hamatsu                         | Nominado  |
| 42.ª edición de los Premios de la Academia de Japón    | Mejor Guion                   | Shinichiro Ueda                          | Nominado  |
| 42.ª edición de los Premios de la Academia de Japón    | Mejor Música                  | Nobuhiro Suzuki, Shōma Itō, y Kyle Nagai | Nominados |
| 42.ª edición de los Premios de la Academia de Japón    | Mejor Fotografía              | Takeshi Sone                             | Nominado  |
| 42.ª edición de los Premios de la Academia de Japón    | Mejor grabación de sonido     | Kōkichi Komoda                           | Nominado  |
| 42.ª edición de los Premios de la Academia de Japón    | Mejor montaje cinematográfico | Shinichiro Ueda                          | Ganador   |
| XIII Premios de Cine Asiático                          | Mejor Nuevo Director          | Shinichiro Ueda                          | Nominado  |

## Secuelas
Kamera o Tomeru na! Supin-ofu: Hariuddo daisakusen! (カメラを止めるな！スピンオフ ハリウッド大作戦！) es un largometraje de 59 minutos que se realizó en 2019 para la televisión en Japón. En lugar de Takayuki Higurashi, esta película trata sobre cómo su hija Harumi Higurashi hace una película como la que hizo en Kamera o Tomeru na!.
Durante la pandemia de COVID-19 de 2020 en Japón, Ueda decidió crear un cortometraje Kamera o Tomeru na! Rimōto dai sakusen! eso actuaría como una secuela de Kamera o Tomeru na!. El cineasta quería crear algo que aligerara el estado de ánimo durante la pandemia y dijo: "Empecé a preguntarme si había algo positivo que pudiera hacer para intentar poner una sonrisa en los rostros de las personas a través de alguna forma ligera de entretenimiento". Después de contactar a los actores para confirmar que podrían repetir su papel, Ueda escribió el guion en una noche y les dio instrucciones a los actores por videoconferencia. Se instruyó a los actores para que tomaran imágenes de selfies mientras estaban en el personaje y luego enviaran las imágenes al director a través de una aplicación de mensajería para teléfonos inteligentes. Además, Ueda pidió a las personas en las redes sociales que subieran videos de ellos mismos bailando para incluirlos en la película.
La producción general de Kamera o Tomeru na! Rimōto dai sakusen! se llevó a cabo en aproximadamente un mes. Se subió a YouTube para que la gente lo vea gratis el 1 de mayo de 2020.

## Remake
Una nueva versión en francés titulada Coupez!, dirigida por Michel Hazanavicius y protagonizada por Romain Duris y Bérénice Bejo, comenzó su producción en abril de 2021.

## Publicaciones relacionadas con la película
- Duplicidad de la estructura narrativa clásica en el cine contemporáneo japonés: estudio de caso en One cut of the dead[34]